# Per Kristian Hunder
Per Kristian Hunder znany też jako PK Hunder (ur. 28 kwietnia 1989 r.) – norweski narciarz dowolny, specjalizuje się w Half-pipe'ie i Slopestyle'u. Jak dotąd nie startował na igrzyskach olimpijskich i na mistrzostwach świata. Najlepsze wyniki w Pucharze Świata osiągnął w sezonie 2011/2012, kiedy to wywalczył swoje pierwsze podium w Pucharze Świata było to we fińskiej Jyväskylä, gdzie zdobył 3. miejsce w Slopestyle'u.

## Sukcesy

### Puchar Świata

#### Miejsca w klasyfikacji generalnej
- 2011/2012 –

#### Miejsca na podium w zawodach
1. Jyväskylä – 25 lutego 2012 (Slopestyle) – 3. miejsce